# 小行星1003
小行星1003（1003 Lilofee）是被卡爾·威廉·萊茵姆特在王座山天文台发现的。发现时期为1923年9月13日。
該小行星以古老德國民謠《Die schöne junge Lilofee》中的傳奇人物和主角莉洛菲（Lilofee）命名。